# Wesley Bolin
Wesley Bolin, född 1 juli 1909 i Bates County i Missouri, död 4 mars 1978 i Phoenix i Arizona, var en amerikansk politiker (demokrat). Han var Arizonas guvernör 1977–1978. Han avled i ämbetet och efterträddes av Bruce Babbitt.
Wesley Bolin Memorial Plaza i Phoenix har fått sitt namn efter Wesley Bolin.